# 戛纳站
戛纳站是一个法国铁路车站，位于法国南部城市戛纳，是该市的主要鐵路車站。

## 位置
戛纳站位于法国东南部，戛纳市区内，距离地中海海滩仅400米。车站大致呈东西走向，开口朝南。

## 车站历史
戛纳站於1863年4月10日啟用，當時的戛纳站為一細小但華麗的建築物。由於面積不敷應用，1962年開始進行擴建，1975年戛纳站被現時的建築物取代。

## 停靠线路
以下列车线路在戛纳站停靠：
| 戛纳站列车线路表                          |              |                     |                 |              |
| 线路                                      | 车种         | 上一站              | 下一站          | 大致运行频率 |
| 巴黎—尼斯/文蒂米利亚                      | TGV          | 圣拉斐尔            | 昂蒂布          | 每天7趟左右  |
| 梅斯/里昂—尼斯                            | TGV          | 圣拉斐尔            | 昂蒂布          | 每天3趟左右  |
| 里尔—尼斯                                 | TGV          | 圣拉斐尔            | 昂蒂布          | 每周3趟左右  |
| 马赛—米兰                                 | Thello       | 圣拉斐尔            | 昂蒂布          | 每天1趟      |
| 马赛—尼斯/文蒂米利亚                      | 法国大区列车 | 圣拉斐尔            | 昂蒂布          | 每天8趟左右  |
| 莱萨尔克/圣拉斐尔—戛纳/尼斯               | 法国大区列车 | 戛纳拉博卡          | 儒昂湾-瓦洛里斯 | 每天10趟左右 |
| 芒德略/拉博卡/格拉斯—尼斯/芒通/文蒂米利亚 | 法国大区列车 | 戛纳拉博卡/勒博斯凯 | 儒昂湾-瓦洛里斯 | 每天25趟左右 |
| 1. 2.                                     |              |                     |                 |              |

## 配套交通

### 大巴车
戛纳站对应的大巴车上下车地点就位于车站前方的广场上。
滨海阿尔卑斯省政府提供"戛纳—尼斯机场—尼斯"、"戛纳—穆昂-萨尔图—格拉斯"、"戛纳—拉罗凯特"等大巴车线路。
此外，当某条铁路线施工或罢工时，SNCF也会提供途径该线路沿途站点的大巴车。

### 市内交通
戛纳站对应的公交车站名称为"Gare SNCF"，停靠该站的公交线路包括1路、1a路、2路、4路、6a路、6b路、7路、12路、20路、21路、30路和35路，此外还有夜间线路n1路、n2路、n20路和n21路。

## 临近车站

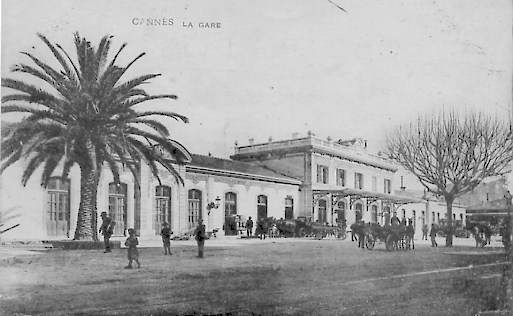
1880年的康城站

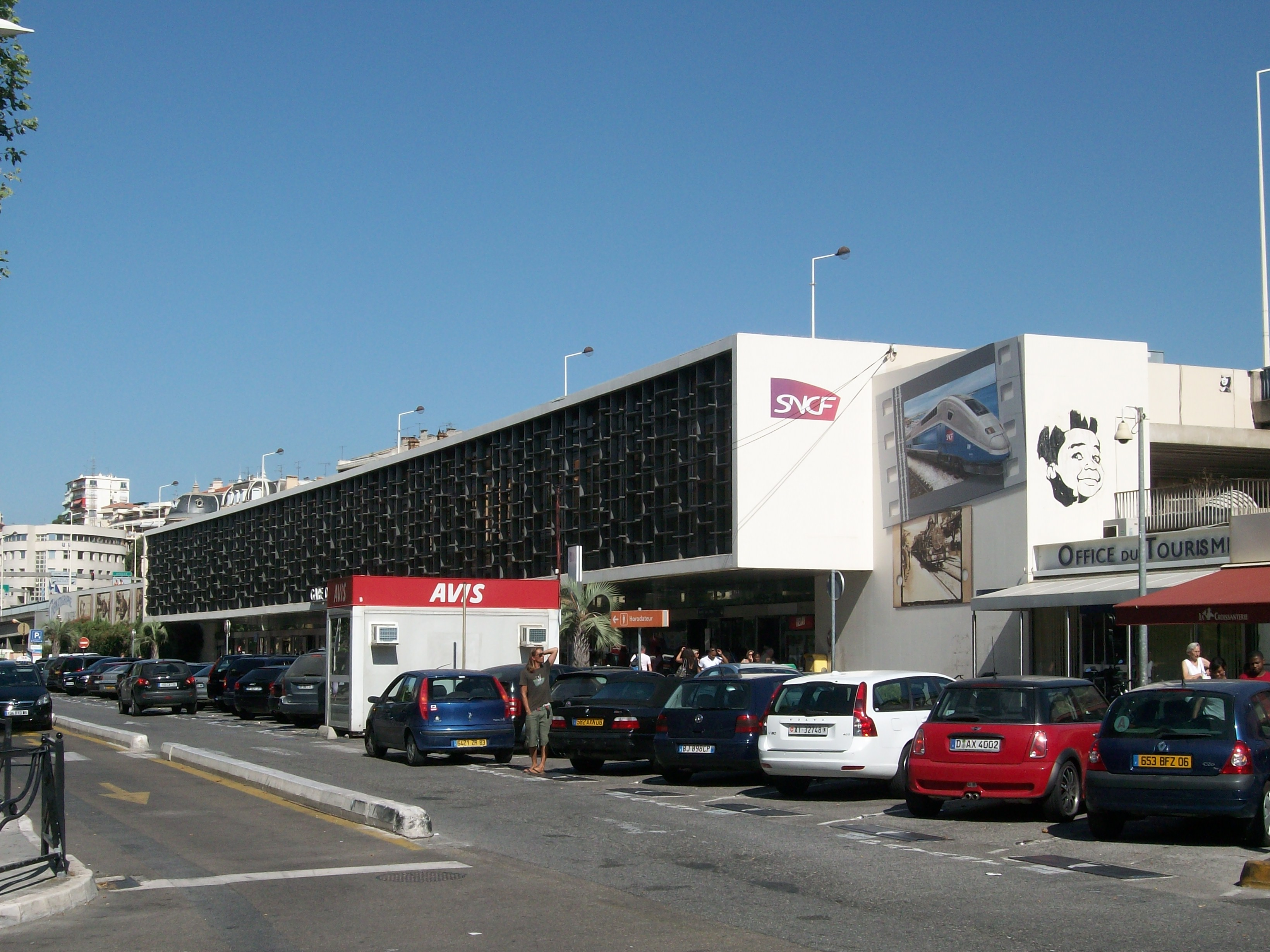
2010年的康城站

| 戛纳站（Gare de Cannes）       |                      |                   |
| 上行车站                       | 线路                 | 下行车站          |
| 戛纳拉博卡站                   | 马赛－文蒂米利亚铁路 | 儒昂湾-瓦洛里斯站 |
| - 本表仅显示运营中的线路及车站 |                      |                   |

## 外部連結
- 康城站資料 （页面存档备份，存于）